# Большой Берлин

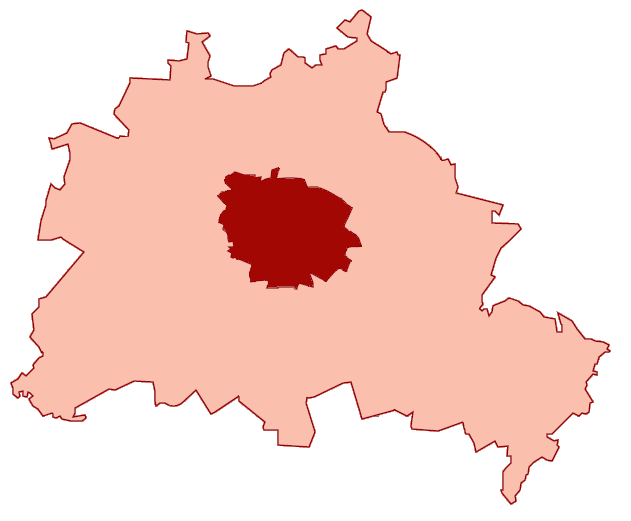
Город Берлин до (красный) и после (розовый) 1920 года

Большо́й Берли́н (нем. Groß-Berlin) — обозначение территории Берлина в его современных границах, возникших в 1920 году. 
Впоследствии были сделаны некоторые территориальные корректуры, но в целом границы Берлина остались с 1920 года неизменными. Четырьмя оккупационными державами, Великобританией, СССР, США и Францией, для совместного управления районом «Большого Берлина» (оккупированным Берлином), бывшей столицы Третьего рейха, была учреждёна  Межсоюзническая комендатура. 

## Ранняя история расширения черты города

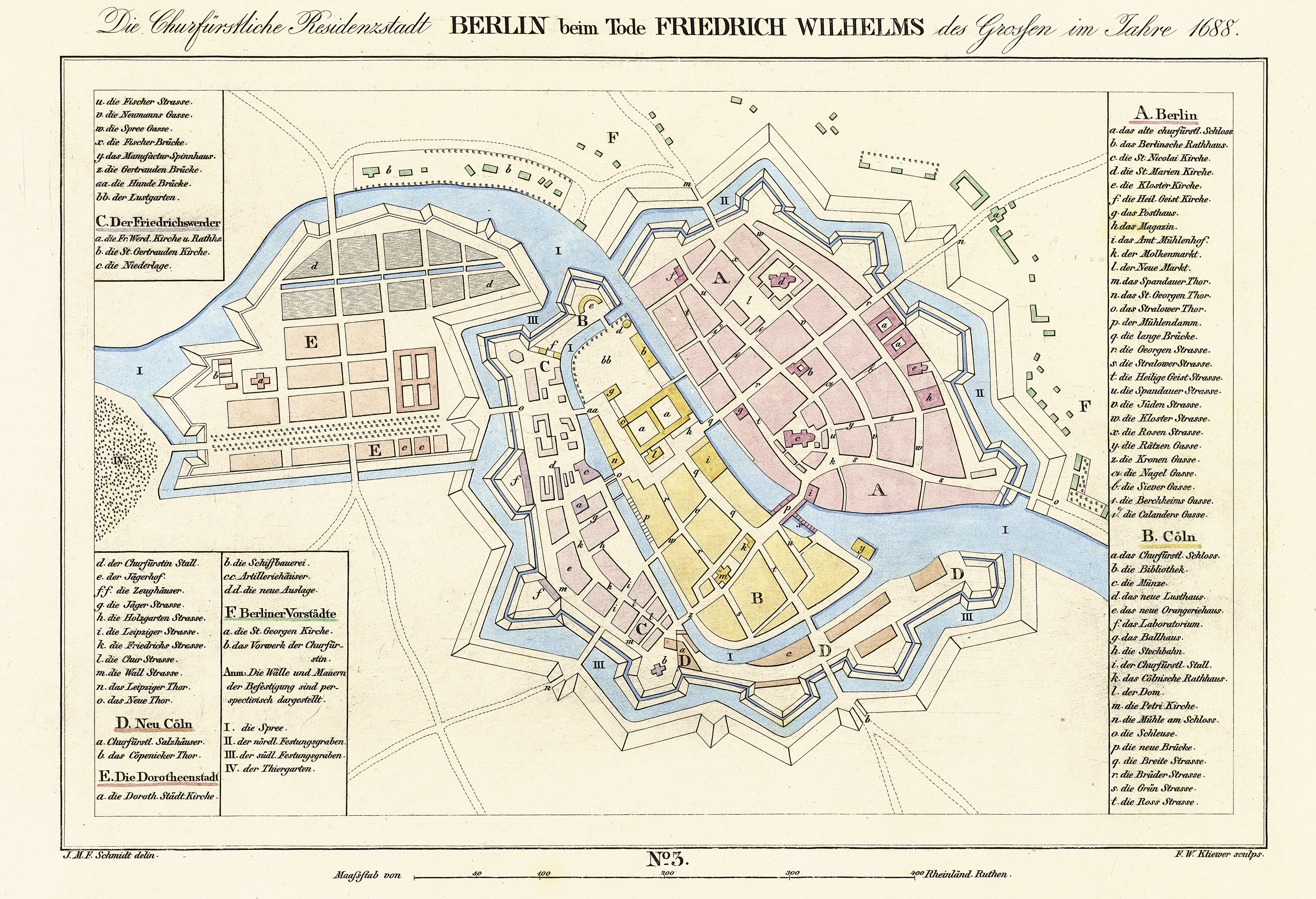
Города Берлин (A), Кёлльн (B), Фридрихсвердер (C), Ной-Кёлльн (D) и Доротеенштадт (E), 1688 год

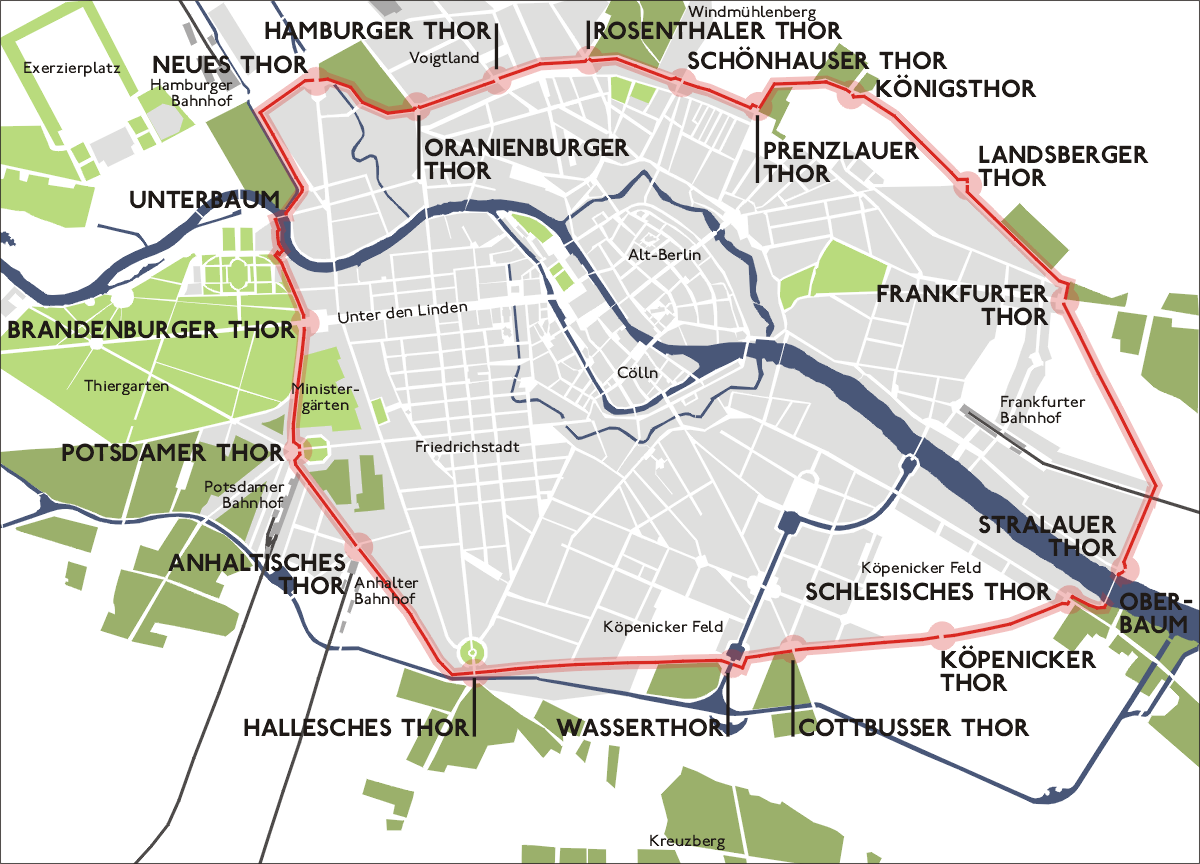
Граница Берлина в XVIII—XIX веках

1 марта 1816 года в провинции Бранденбург королевства Пруссия были выделены три административных округа: Берлинский, Потсдамский и Франкфуртский. Берлинский административный округ включал в себя непосредственно город Берлин (в его тогдашних границах — см. карту), а также его окрестности — поселения Моабит, Веддинг, Луизенбруннен, Боксхаген, Руммельсбург, Штралау, территории Темпельховского и Шёнебергского форштадтов, а также Хазенхайде и Большой Тиргартен. 
Через шесть лет, к 1 января 1822 года из финансовых соображений Берлинский административный округ был снова расформирован, а его территория включена в Потсдамский административный округ. При этом сам город Берлин образовал самостоятельный внерайонный город в его составе. Территории, расположенные севернее от Шпрее, — вошли в состав района Нидербарним, а территории южнее Шпрее — в состав района Тельтов-Шторков.
С развитием индустриализации город Берлин начал стремительно расти. Уже с 1820 года велись дискуссии о вхождении в состав города Берлина прилежащих сельских поселений Моабит и Веддинг, входящих в район Нидербарним, а также Шёнебергского и Темпельховского форштадтов, входящих в район Тельтов. Городское собрание Берлина не поддерживало идеи присоединения бедных кварталов Веддинга и Моабита, населённых фабричными рабочими, однако было весьма заинтересовано в зажиточном населении Шёнебергского и Темпельховского предместий. После 40 лет дискуссий 28 января 1860 года было, наконец, принято решение о включении этих территорий в состав Берлина с 1 января следующего года. В 1861 году в Берлин была также включена территория поселения Гезундбруннен.
В 1875 году высказывались предложения выделить из состава провинции Бранденбург, куда входил тогда Берлин, новую провинцию Берлин, которую предлагалось образовать из городов Берлин, Шарлоттенбург, Шпандау и Кёпеник, а также районов Тельтов и Нидербарним. Однако эти предложения не были утверждены.

## Образование Большого Берлина

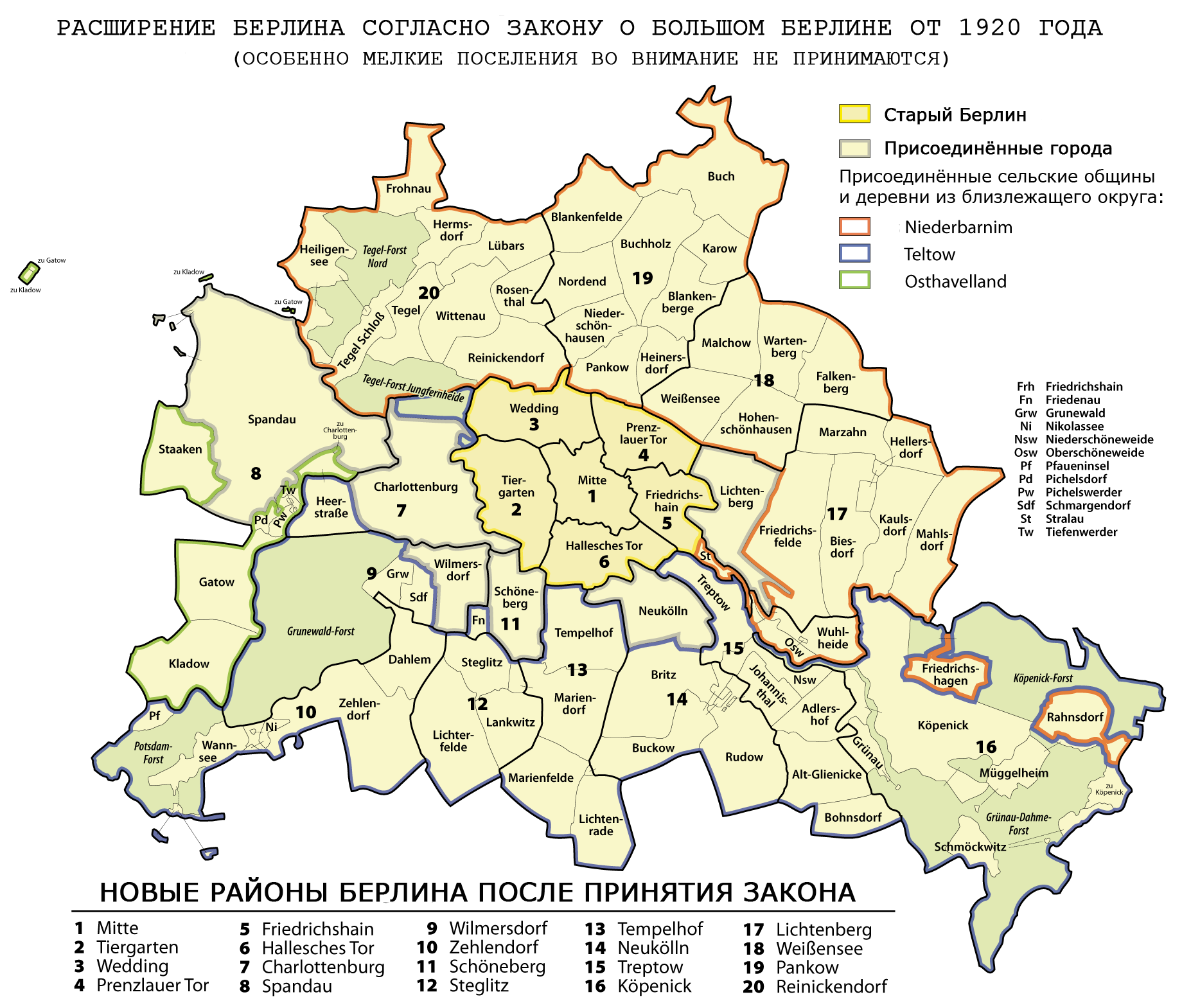
Расширение Берлина согласно Закону о Большом Берлине (1920)

Закон о расширении границ Берлина (так называемый «закон о Большом Берлине», нем. Groß-Berlin-Gesetz был принят 27 апреля прусским ландтагом (164 — «за», 148 — «против») и вступил в силу 1 октября 1920 года. Согласно этому закону, в состав города Берлина включались шесть бывших внерайонных городов: Берлин-Лихтенберг, Берлин-Шёнеберг, Берлин-Вильмерсдорф (такие названия прилегающие к Берлину города Лихтенберг, Шёнеберг и Дойч-Вильмерсдорф получили ещё в 1912 году, хотя и оставались самостоятельными городами), Шарлоттенбург, Нойкёльн и Шпандау. Кроме того, в территорию Берлина вошли многочисленные поселения, отошедшие от прилежащих районов Нидербарним, Остхафельланд и Тельтов: город Кёпеник, 59 сельских общин и 27 земельный угодий. Кроме того, в Берлин вошёл земельный участок с берлинским Городским дворцом, который до сих пор являлся частным поместьем и не принадлежал никакой административной единице.
К бывшему на момент выхода закона к населению старого Берлина в 1,9 млн человек добавилось ещё около 1,9 млн жителей, в том числе 1,2 млн человек из 7 бывших самостоятельных городов. Таким образом, область Берлина увеличилась с 66 км² до 878 км², и город превратился в третий по количеству населения город в мире после Лондона и Нью-Йорка.
В возникшем Большом Берлине было образовано 20 городских районов. Из старого Берлина образовались районы Митте, Тиргартен, Веддинг, Пренцлауэр-Тор, Халлешес-Тор и Фридрихсхайн (с деревней Штралау). Из вновь присоединённых городов и сельских общин были образованы районы Шарлоттенбург, Шпандау, Вильмерсдорф, Шёнеберг, Нойкёльн, Кёпеник, Лихтенберг, Панков, Райниккендорф, Штеглиц, Целендорф, Темпельхоф, Трептов и Вайсензе, которые получили названия по наиболее крупным входящим в них административным единицам.

## Изменения после 1920 года
- 1921: Переименование районов: Пренцлауэр-Тор в Пренцлауэр-Берг, Халлешес-Тор в Кройцберг.
- 1928: Поместье Дюппель присоединено к Берлину в составе района Целендорф.
- 1934: Район Фридрихсхайн переименован в Хорст-Вессель-Штадт в честь Хорста Весселя.
- 1938: Корректировка практически всех границ районов.
- 1945: Обратное переименование: Хорст-Вессель-Штадт в Фридрихсхайн.
- 1945: Обмен между зонами оккупации: деревня Вест-Штаакен близ Шпандау отходит советской зоне, а Гатов и часть Гросс-Глинике входят в состав района Шпандау, расположенного в британской зоне.
- 1972: Первый обмен территориями между Западным и Восточным Берлином и корректировка границ районов вблизи границ секторов.
- 1979: Выделение района Марцан из районов Лихтенберг и Вайсензе.
- 1985: Выделение района Хоэншёнхаузен из района Вайсензе. Переход к Вайсензее части территорий района Панков.
- 1986: Выделение района Хеллерсдорф из района Марцан.
- 1988: Второй обмен территориями между Западным и Восточным Берлином и корректировка границ районов вблизи границ секторов.
- 1990: Корректировка границ в связи с договором об объединении Германии: возврат Вест-Штаакен району Шпандау (Гатов и Гросс-Глинике при этом сохранились в составе этого района) и вхождение в состав районов Марцан и Хеллерсдорф близлежащих новостроек, входивших ранее в Аренсфельде и Хёнов.
- 2001: Административная реформа: из 23 прежних районов путём слияния образованы 12 укрупнённых округов.